# L'Enfant de nuit
Pour plus de détails, voir Fiche technique et Distribution.
L'Enfant de nuit (ou Les Inconnus aux petit pieds ; titre italien : Enfantasme) est un film franco-italien de Sergio Gobbi sorti en 1978 et adapté du roman Enfantasme de Georges-Jean Arnaud.

## Synopsis
Claudia Lanza ne peut surmonter le décès de son fils, Marco, tué dans un accident dont elle impute la responsabilité à son mari, Andrea. Elle part vivre dans un chalet, près de Bormio, seulement entouré d'Armida et du chien Turk. Un jour, un étrange petit garçon vêtu d'une cape noire vient visiter Claudia, lui réclamer à manger. Il dit s'appeler Nino. Il revient ensuite, toujours à l'insu de tous, devenant de plus en plus capricieux et envahissant. Mais lorsqu'Andrea rejoint sa femme, l'enfant ne réapparaît pas. Elle est seule à l'avoir vu, à croire à son existence et semble bien avoir reporté sur lui son amour pour son fils défunt. Aussi, elle se persuade que l'enfant est peut-être mort de faim ou de froid et ne peut faire autrement que de partir à sa recherche.

## Fiche technique
- Titre français : L'Enfant de nuit ou Les Inconnus aux petit pieds
- Titre italien : Enfantasme
- Réalisation : Sergio Gobbi
- Scénario : Sergio Gobbi et Ugo  Pirro d'après le roman de Georges-Jean Arnaud
- Photographie : Ennio  Guarnieri
- Montage : Ruggero  Mastroianni
- Musique : Stelvio  Cipriani
- Décors : Elio Micheli
- Son : Carlo Palmieri
- Producteurs : Sergio Gobbi
- Sociétés de production : A.P.K. Cinematografica • Alpes Film • Cannes Production
- Sociétés de distribution : Silènes Distribution (France) • Magnum 3B (Italie)
- Pays de production:  Italie  France
- Format : couleur 35 mm
- Genre : Drame
- Durée : 102 minutes
- Date de sortie : 
  - France : 8 novembre 1978

## Distribution
- Agostina Belli : Claudia Lanza
- Stefano Satta Flores : Andrea Lanza
- Serge Youssoufian : Sergino (sous le nom de ´Sergino`)
- Elisa Pozzi : Armida
- Jean-Claude Bouillon : Sisti, le psychiatre
- Antonio Cantafora : le hippie
- Gérard Menigou :
- Aïché Nana :
- Brigitte Skay :